# Северозапад
Северозапад је једна од споредних страна света. Налази се између севера и запада, а супротно од југоистока.
Угао који правац северозапада заклапа са правцем севера мерено од севера у правцу кретања казаљке на часовнику износи 315°.